# Oskar Eriksson
Oskar Eriksson (* 29. Mai 1991 in Karlstad) ist ein schwedischer Curler. Derzeit spielt er als Third im Team von Niklas Edin.

## Leben
Bei der Curling-Europameisterschaft 2009 in Aberdeen war Eriksson als Alternate im Team mit Skip Niklas Edin, Third Sebastian Kraupp, Second Fredrik Lindberg, Lead Viktor Kjäll und  gewann die Goldmedaille. Die Round Robin hatte das Team als Dritter abgeschlossen. Das Page-Playoff-Spiel gewann man gegen Norwegen mit 6:3. Im Finale setzte man sich mit 6:5 gegen die Schweiz durch.
Bei den Olympischen Winterspielen 2010 in Vancouver stand er mit seiner Mannschaft im kleinen Finale und spielte um die Bronzemedaille. Das Spiel um Platz 3 verlor er dieses Mal gegen das Schweizer Team um Skip Markus Eggler mit 4:5. 4 Jahre später, bei den Winterspielen 2014 gewann er als Ersatzspieler im Team von Edin durch einen Sieg im Spiel um Platz drei gegen das chinesische Team von Liu Rui Bronze.
Bei den Weltmeisterschaften 2011 und 2012 gewann er als Ersatzspieler im Team Edin jeweils die Bronzemedaille, 2013 auf der gleichen Position die Goldmedaille. Bei der Weltmeisterschaft 2014 war Eriksson Skip des schwedischen Teams und gewann nach einer Finalniederlage gegen die Norweger um Thomas Ulsrud die Silbermedaille. Im darauffolgenden Jahr spielte er als Third im Team von Niklas Edin und gewann die Goldmedaille; im Finale besiegte die Mannschaft Thomas Ulsrud mit 9:5. Bei der Weltmeisterschaft 2017 stand er wieder mit Edin im Finale, diesmal gegen das kanadische Team um Brad Gushue. Die Partie ging mit 3:5 verloren. Bei der Weltmeisterschaft 2018 kam es zu einer Neuauflage dieser Finalpaarung. Diesmal behielten Eriksson und das schwedische Team mit einem 7:3-Sieg die Oberhand und gewannen die Goldmedaille.
Zwischen 2009 und 2013 war Eriksson bei den Europameisterschaften als Ersatzspieler des schwedischen Teams dabei und gewann 2009 und 2012 die Goldmedaille und 2011 die Silbermedaille. Seit 2014 spielt er bei diesem Wettbewerb an der Position des Third im Team von Niklas Edin und konnte vier Mal in Folge die Goldmedaille gewinnen.
Eriksson vertrat mit seinem Team (Skip: Niklas Edin, Second: Rasmus Wranå, Lead: Christoffer Sundgren) Schweden bei den Olympischen Winterspielen 2018. Nach sieben Siegen und zwei Niederlagen schlossen sie die Round Robin als Erster ab. Im Halbfinale besiegten sie die Schweiz mit Skip Peter de Cruz. Im Finale unterlagen sie der US-amerikanischen Mannschaft um John Shuster mit 7:10 und gewannen die Silbermedaille.
Bei der Mixed-Doubles-Weltmeisterschaft 2019 in Stavanger nahm er mit seiner Mixed-Doubles-Spielpartnerin Anna Hasselborg teil und gewann Gold. Im Finale besiegten sie das kanadische Team mit 6:5. Im gesamten Turnier hatten sie nur eine Niederlage, in der Gruppenphase gegen Kanada.
Bei den Olympischen Winterspielen 2022 in Peking trat Eriksson zusammen mit Almida de Val im Mixed-Doubles-Wettbewerb an. Sie qualifizierten sich in der Round Robin fürs Halbfinale, wo sie jedoch deutlich mit 1:8 gegen den späteren Olympiasieger Italien mit Stefania Constantini und Amos Mosaner ausschieden. Das Spiel um Bronze gewannen sie mit 9:3 gegen Großbritannien. Im Männer-Wettbewerb trat Eriksson im gleichen Team wie 2018 in Pyeongchang an. Erneut beendeten sie die Round Robin mit 7 Siegen und 2 Niederlagen, allerdings nur als Zweite hinter Großbritannien um Skip Bruce Mouat. Das Halbfinale gewannen sie mit 5:3 gegen den späteren Bronzegewinner Kanada. Im Finale trafen sie auf Großbritannien und wurden mit 5:4 nach 11 Ends Olympiasieger.